# Carmen de moribus
Il Carmen de moribus era un'opera dell'autore latino Marco Porcio Catone detto il Censore, composta nella prima metà del II secolo a.C.
Si trattava di una raccolta in prosa ritmica di sententiae a carattere morale: Catone, fiero oppositore alla penetrazione, favorita a Roma dal circolo degli Scipioni, della cultura ellenistica, che considerava fautrice di corruzione ed eccessivamente raffinata, intendeva tramite la sua opera ribadire l'importanza fondamentale dei valori derivanti dal mondo agricolo, veicolati dal mos maiorum, cardine della figura del civis Romanus.
A livello letterario, il Carmen si inseriva nel filone dell'antica tradizione precettistica a carattere sapienziale, che già aveva avuto un importante esponente in Appio Claudio Cieco, autore di una raccolta di Sententiae.
Dell'opera rimangono solo tre frammenti, riportati da Aulo Gellio nelle sue Noctes Atticae. Lo stile è ruvido e paratattico, in conformità allo stile asciutto, moraleggiante e quasi oracolare dell'opera.